# Christopher Vantis
Christopher Vantis (* 1990 in Hannover) ist ein deutscher Schauspieler.

## Leben
Christopher Vantis, der seine Schullaufbahn mit dem Abitur abschloss, absolvierte von 2014 bis 2018 sein Schauspielstudium an der Staatlichen Hochschule für Musik und Darstellende Kunst in Stuttgart. Außerdem besuchte er Filmworkshops an der Filmakademie Baden-Württemberg und an der Akademie für Darstellende Kunst Baden-Württemberg.
Sein erstes professionelles Theaterengagement hatte er 2016/17 am Wilhelma-Theater in Stuttgart mit der Rolle des Chorführers im Theaterstück Biedermann und die Brandstifter unter der Regie von Annette Pullen. 
In der Spielzeit 2017/18 spielte er am Staatstheater Stuttgart den Paul in Katzelmacher in einer Inszenierung des rumänischen Schauspielers und Regisseurs Eugen Jebeleanu. 2018 gastierte er im Rahmen des Theater-Festivals „The Future of Europe“ in der gemeinsam mit dem ukrainischen Staatstheater Kherson entstandenen Partnertheater-Inszenierung Kherson erneut am Staatstheater Stuttgart.  
Von 2017 bis 2019 gehörte er an der Volksbühne am Rosa-Luxemburg-Platz in Berlin zum Ensemble von  Kay Voges’ Inszenierung Das 1. Evangelium.
Vantis stand auch für einige Film- und Fernsehproduktionen vor der Kamera. Im Kino war er in Florian Dietrichs Debütfilm Toubab, der im Herbst 2021 in die deutschen Kinos kam, in der Rolle des „Matsch“ zu sehen. 
Im dritten Film der ZDF-Krimireihe Herr und Frau Bulle, Abfall (2020), spielte er einen Handlanger des korrupten BKA-Beamten Gafroy (Samuel Finzi). Im Weimarer Tatort: Der letzte Schrey (2020) verkörperte Vantis den Entführer Robert „Zecke“ Weizsäcker. In der 22. Staffel der ZDF-Serie SOKO Leipzig (2022) übernahm Vantis in der Doppelfolge Mutprobe eine Hauptrolle als ehemaliger Klassenkamerad und potentielles Mordopfer Lars Daume. In der 18. Staffel der ZDF-Serie SOKO Wismar (2022) war er in einer Episodenrolle als tatverdächtiger Surflehrer Tom Mertens zu sehen.
Christopher Vantis lebt in Berlin.

## Filmografie (Auswahl)
- 2018: Agnosia (Kurzfilm)
- 2020: Herr und Frau Bulle: Abfall (Fernsehreihe)
- 2020: Tatort: Der letzte Schrey (Fernsehreihe)
- 2021: Para – We are King (Fernsehserie, eine Folge)
- 2021: Toubab: (Kinofilm)
- 2022: SOKO Leipzig: Mutprobe (Fernsehserie, zwei Folgen)
- 2022: SOKO Wismar: Junggesellenabschied (Fernsehserie, eine Folge)
- 2024: Der Bozen-Krimi: Geheime Bruderschaft (Fernsehreihe)